# 星野展弥
星野展弥（日语： Hoshino Nobuya，1937年2月1日—2020年2月22日），大阪府出身，日本男子乒乓球运动员。他曾获得2枚世界乒乓球锦标赛金牌，1枚银牌和1枚铜牌。他也曾在1960年获得亚洲乒乓球锦标赛男子团体冠军。